# Hondenfluitje (politiek)
Een hondenfluitje is een bedekte toespeling, veelal met een negatieve lading over buitenstaanders, die alleen of vooral door ingewijden wordt begrepen. Hondenfluitjes worden in deze figuurlijke zin vooral in politiek en media toegepast. De herkomst van het woord ligt in het letterlijke hondenfluitje, waarvan de hoogfrequente toon wordt gehoord door honden maar niet door mensen. 
De functie van dit soort figuurlijke hondenfluitjes is dat de impliciete lading ervan altijd ontkend kan worden, waardoor de gebruikers ervan moderatie van socialemediabedrijven, zoals YouTube en Facebook, kunnen ontwijken. Bovendien, in de ogen van mensen die de hondenfluitjes niet herkennen, komen de gebruikers ervan niet als extreem over. Hierdoor is er meer tolerantie voor hun opvattingen en zijn mensen sneller bereid om naar ze te luisteren.

## Voorbeelden
- Het gebruik door de Amerikaanse president Ronald Reagan van de term states' rights ('rechten van de deelstaten'). Op het eerste gezicht gaat het hier om het recht van de Amerikaanse deelstaten om eigen beleid te maken zonder inmenging van de federale overheid, maar als dog whistle gaat het erom dat de zuidelijke staten van de VS hun eigen discriminerende beleid zouden moeten kunnen voortzetten.[1]
- Het betitelen van de Amerikaanse president Barack Obama als 'voedselbonnenpresident', daarmee refererend aan het onder bepaalde delen van de bevolking levende idee dat vooral minderheden (ten onrechte) profiteerden van zijn beleid.[1]
- De slogan 'From the river to the sea' wordt als controversieel gezien omdat deze op verschillende manieren kan worden uitgelegd. Op de onschuldige manier wordt bedoeld dat de Palestijnen een eigen staat willen hebben, maar er kan ook mee bedoeld worden dat de staat Israël moet worden vernietigd.[2][3]